# Boris Isaakowitsch Gorew

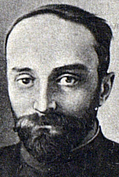
Boris Gorew

Boris Isaakowitsch Gorew (eigentlich Boris Isaakowitsch Goldman; * 1874 in Vilnius; † 1937) war ein russischer Revolutionär und Schriftsteller.

## Leben
Gorew beteiligte sich ab 1893 an der revolutionären Bewegung. 1917 war er Mitglied des Zentralkomitees der Menschewiki, 1920 verließ er die Partei. Gorew ist Autor von Arbeiten über Michail Bakunin, Georgi Plechanow, Nikolai Konstantinowitsch Michailowski und Louis-Auguste Blanqui. 1937 wurde er im Zuge der Stalinschen Säuberungen verhaftet und erschossen.

## Deutschsprachige Veröffentlichungen
- Wegbereiter des Kommunismus : 12 Persönlichkeiten aus der Geschichte des Kommunismus. Übersetzt aus dem Russischen von Hans Ruoff-München, mit einem Vorwort von Hermann Duncker. Verlag der Jugendinternationale, Berlin 1923 (Thomas Morus – Gracchus Babeuf – Robert Owen – Henri Saint-Simon und Charles Fourier – Auguste Blanqui – Louis Blanc und Etienne Cabet – P. J. Proudhon – Wilhelm Weitling – M. A. Bakunin – P. Kropotkin) Digitalisat

| Personendaten    | Personendaten                              |
| ---------------- | ------------------------------------------ |
| NAME             | Gorew, Boris Isaakowitsch                  |
| ALTERNATIVNAMEN  | Goldman, Boris Isaakowitsch                |
| KURZBESCHREIBUNG | russischer Revolutionär und Schriftsteller |
| GEBURTSDATUM     | 1874                                       |
| GEBURTSORT       | Vilnius                                    |
| STERBEDATUM      | 1937                                       |